# Relaciones entre España y Bielorrusia
Las relaciones Bielorrusia-España son las relaciones bilaterales entre la República de Bielorrusia y el Reino de España.

## Relaciones diplomáticas
El 13 de febrero de 1992, se establecieron relaciones diplomáticas por primera vez.
Las relaciones bilaterales que mantienen España y Bielorrusia son escasas. Durante las protestas en Bielorrusia de 2020-2021, España, junto al resto de los países de la Unión Europea (UE), se posicionó a favor de la líder opositora Svetlana Tijanóvskaya y en contra del Gobierno del dictador Aleksandr Lukashenko, en el poder desde 1994 y que en 1995 perpetró un autogolpe dictatorial contra la democracia bielorrusa.

## Relaciones económicas
En 2013, el comercio bilateral con Bielorrusia (189,7 millones de euros) representó el 0,037 % del comercio total de España con el resto del mundo, lo que sitúa a dicho país como el 109.º socio comercial de España.
La presencia empresarial española es de escasa importancia, aunque en los últimos años vienen registrándose importantes tasas de crecimiento de las exportaciones españolas, que han pasado de 79,56M€ en 2010 a 143,48M€ en 2013. 
Las principales exportaciones españolas a Bielorrusia son, por este orden, máquinas y aparatos mecánicos; frutas, legumbres y hortalizas; vehículos automóviles y manufacturas de piedra. En cuanto a las importaciones de Bielorrusia, se encuentran menos diversificadas dado que más de la mitad son combustibles y una cuarta parte abonos y fertilizantes.

## Cooperación
España lleva a cabo un programa de acogida de niños bielorrusos, afectados por el accidente de Chernóbil, por familias españolas (unos 3.000 niños en Navidad y verano). España contribuyó en 2008 con 50.000 € al Fondo Fiduciario de la Universidad Europea de Humanidades (en el exilio en Vilnius). Desde 2001 hasta 2012 hubo un lector de AECID en la Universidad Estatal Lingüística de Minsk.

## Misiones diplomáticas
- Bielorrusia tiene una embajada en Madrid.[5]
- España no tiene embajada en Bielorrusia, pero su embajada en Moscú está también acreditada para este país. Asimismo, existe un cónsul honorario de España en Minsk.[6]